# 오스트레일리아의 도시 목록
아래는 오스트레일리아에 있는 도시들의 목록이다.

## 뉴사우스웨일스주
- 시드니

## 빅토리아주
- 멜번
- 질롱

## 태즈메이니아주
- 론세스턴
- 호바트

## 사우스오스트레일리아주
- 애들레이드

## 웨스턴오스트레일리아주
- 퍼스
- 브룸
- 엑스마우스
- 에스페란스

## 퀸즐랜드주
- 브리즈번
- 케언스
- 터움바
- 매카이
- 타운즈빌

## 노던 준주
- 앨리스 스프링스
- 다윈

## 오스트레일리아 수도 준주
- 캔버라

## 같이 보기
- 나라별 도시 목록